# Northrop YB-49
Northrop YB-49 là một mẫu thử máy bay ném bom hạng nặng được hãng Northrop Corporation phát triển ngay sau Chiến tranh thế giới II cho Không quân Hoa Kỳ.

## Tính năng kỹ chiến thuật (YB-49)

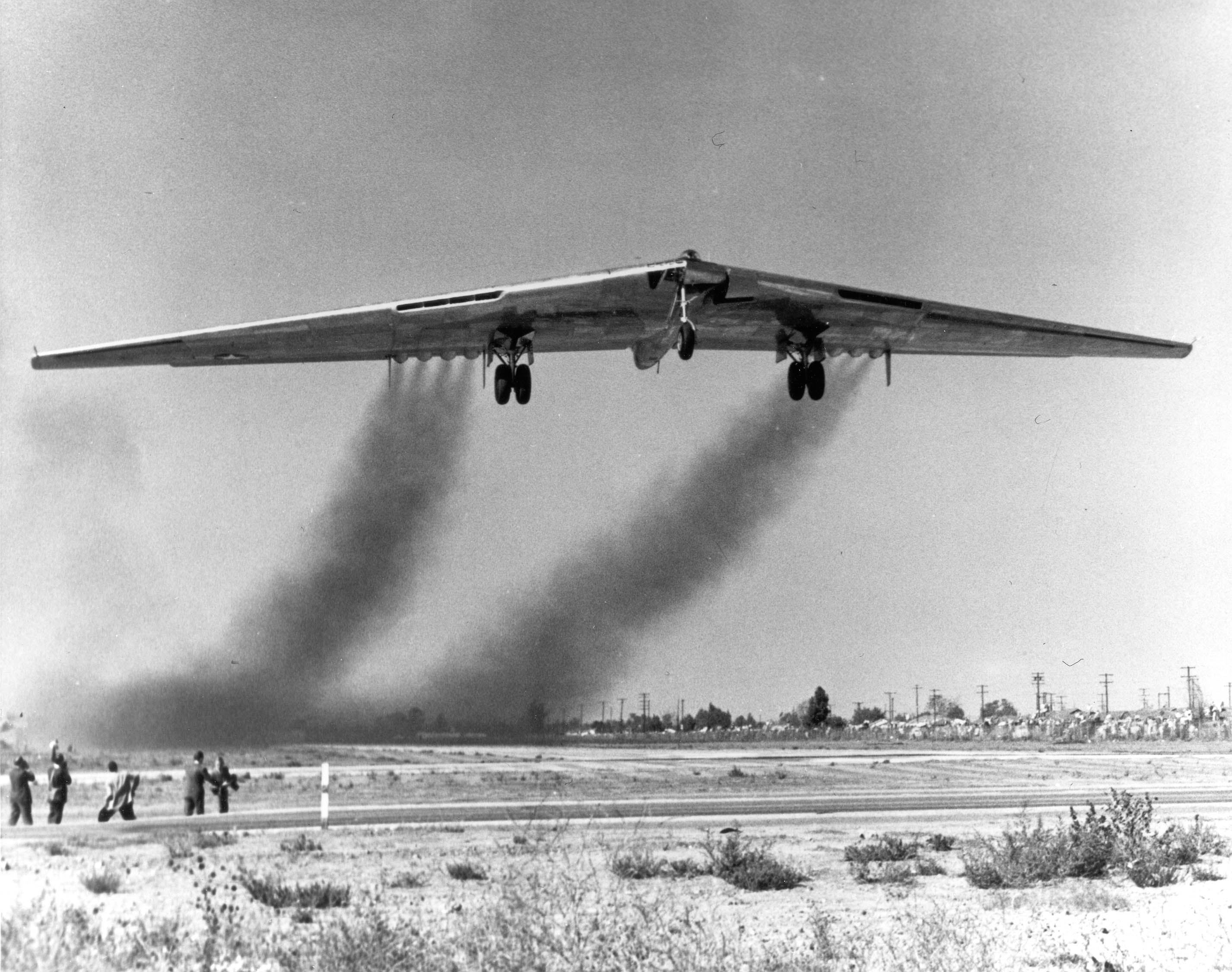
YB-49.

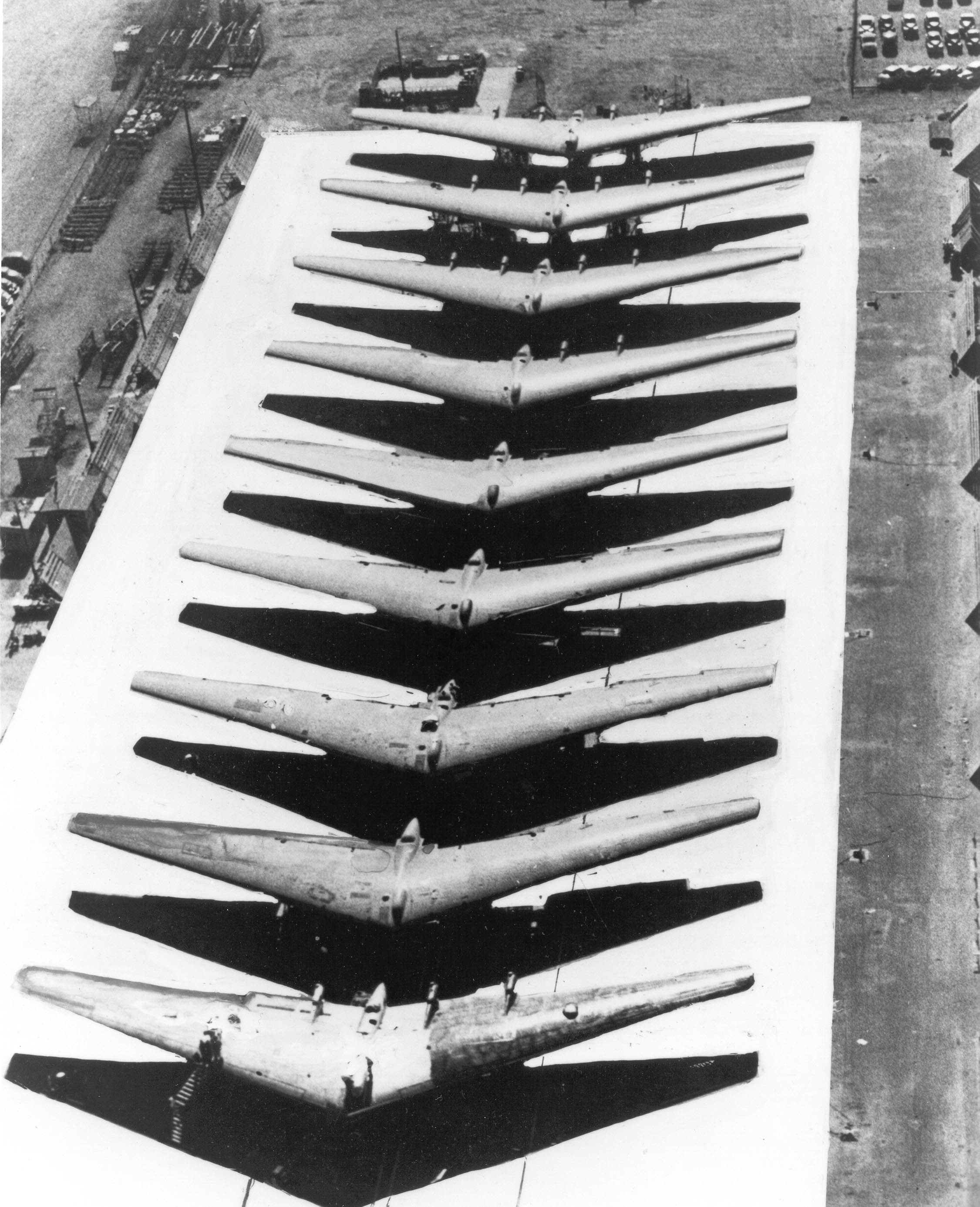
Partially completed YB-35B airframes lined up for completion or conversion to YRB-49As.

Dữ liệu lấy từ National Museum of the Không quân Hoa Kỳ 
Đặc điểm tổng quát
- Kíp lái: 7
- Chiều dài: 53 ft 1 in (16 m)
- Sải cánh: 172 ft 0 in (52,4 m)
- Chiều cao: 20 ft 3 in (6,2 m)
- Diện tích cánh: 4.000 ft² (371,6 m²)
- Kết cấu dạng cánh: gốc cánh kiểu NACA 65-019, mút cánh kiểu NACA 65-018
- Trọng lượng rỗng: 88.442 lb (40.116 kg)
- Trọng lượng có tải: 133.559 lb (60.581 kg)
- Trọng lượng cất cánh tối đa: 193.938 lb (87.969 kg)
- Động cơ: 8 (6 J35-A-19 trên YRB-49A) × Allison/General Electric J35-A-5 kiểu turbojet, 4.000 (5.000 cho J35-A-19) lbf (17 kN) mỗi chiếc

 Hiệu suất bay 
- Vận tốc cực đại: 495 mph (793 km/h)
- Tầm bay: 9.978 mi (16.057 km) cực đại[2]
- Bán kính chiến đấu: 1.615 mi (2.599 km)
- Trần bay: 45.700 ft (13.900 m)
- Vận tốc lên cao: 3.758 ft/phút (19,1 m/s)
- Tải trên cánh: 33 lb/ft² (163 kg/m²)
- Lực đẩy/trọng lượng: 0,23

Trang bị vũ khí

- Súng: 4 × súng máy.50 in (12,7 mm)
- Bom: 32.000 lb (14.500 kg)